# Liste der Ständeräte des Kantons Zug
Diese Liste zeigt alle Mitglieder des Ständerates aus dem Kanton Zug seit der Gründung des Bundesstaates im Jahr 1848 bis heute.

## Parteiabkürzungen
- CVP: Christlichdemokratische Volkspartei
- FDP: Freisinnig-Demokratische Partei, seit 2009 FDP.Die Liberalen
- KCV: Konservativ-Christlichsoziale Volkspartei
- KVP: Schweizerische Konservative Volkspartei
- Mitte: Die Mitte

## Ständeräte
| Name                      | Partei/Fraktion                | Amtszeit            | Geboren | Gestorben |
| ------------------------- | ------------------------------ | ------------------- | ------- | --------- |
| Josef Andermatt           | KVP                            | 1913–1930           | 1871    | 1942      |
| Othmar Andermatt          | FDP                            | 1971–1986           | 1922    | 2024      |
| Peter Bieri               | CVP                            | 1995–2015           | 1952    |           |
| Georg Bossard             | Katholisch-Konservative        | 1856–1858           | 1813    | 1872      |
| Oswald Dossenbach         | Katholisch-Konservative        | 1865–1877           | 1824    | 1883      |
| Joachim Eder              | FDP                            | 2011–2019           | 1951    |           |
| Philipp Etter             | KVP                            | 1930–1934           | 1891    | 1977      |
| Peter Hegglin             | CVP (bis 2020) Mitte (ab 2021) | 2015–               | 1960    |           |
| Josef Anton Hess          | Katholisch-Konservative        | 1877–1883           | 1832    | 1915      |
| Jakob Hildebrand          | Katholisch-Konservative        | 1871–1885           | 1833    | 1885      |
| Josef Hildebrand          | KVP                            | 1886–1934           | 1855    | 1935      |
| Hans Hürlimann            | KCV/CVP                        | 1967–1973           | 1918    | 1994      |
| Alphons Iten              | KVP                            | 1935–1950           | 1898    | 1964      |
| Andreas Iten              | FDP                            | 1987–1998           | 1936    |           |
| Ferdinand Kaiser          | Liberale                       | 1848–1850           | 1811    | 1891      |
| Georg Keiser              | Katholisch-Konservative        | 1885–1889           | 1837    | 1915      |
| Gustav Adolf Keiser       | Liberale                       | 1848–1850           | 1816    | 1880      |
| Kaspar Keiser             | Katholisch-Konservative        | 1862–1865           | 1808    | 1877      |
| Martin Keiser             | Katholisch-Konservative        | 1854                | 1814    | 1896      |
| Martin Anton Keiser       | Katholisch-Konservative        | 1850–1854           | 1822    | 1854      |
| Markus Kündig             | CVP                            | 1974–1994           | 1931    | 2011      |
| Karl Anton Landtwing      | Liberale                       | 1858–1871           | 1819    | 1882      |
| Augustin Lusser           | KVP/KCV                        | 1941–1970           | 1896    | 1973      |
| Philipp Meyer             | Katholisch-Konservative        | 1899–1909           | 1842    | 1909      |
| Matthias Michel           | FDP                            | 2019–               | 1963    |           |
| Alois Müller              | KVP                            | 1934–1941           | 1882    | 1941      |
| Josef Leonz Schmid junior | KVP                            | 1883–1886 1909–1913 | 1854    | 1913      |
| Josef Leonz Schmid senior | Katholisch-Konservative        | 1854–1856           | 1810    | 1880      |
| Rolf Schweiger            | FDP                            | 1999–2011           | 1945    | 2025      |
| Alois Schwerzmann         | Katholisch-Konservative        | 1854–1861           | 1826    | 1898      |
| Johann Uhr                | Katholisch-Konservative        | 1850–1853           | 1824    | 1865      |
| Alois Zehnder             | KVP/KCV                        | 1951–1966           | 1889    | 1981      |

## Quelle
- Datenbank aller Ratsmitglieder